# Stegoplax longirostris
Stegoplax longirostris är en kräftdjursart som beskrevs av Sars 1883. Stegoplax longirostris ingår i släktet Stegoplax och familjen Amphilochidae. Inga underarter finns listade i Catalogue of Life.